# الحارة (الواحات البحرية)
الحارة هي إحدى القرى التابعة لمركز الواحات البحرية في محافظة الجيزة في جمهورية مصر العربية.